# Ted A. Wells

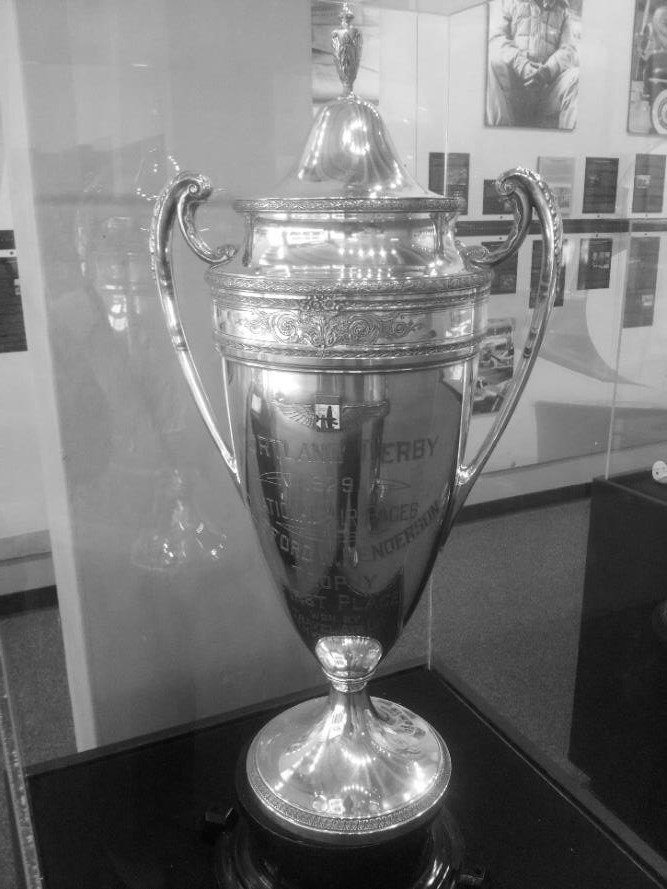
Trofeo del Portland Derby ganado por Ted Wells en 1929.

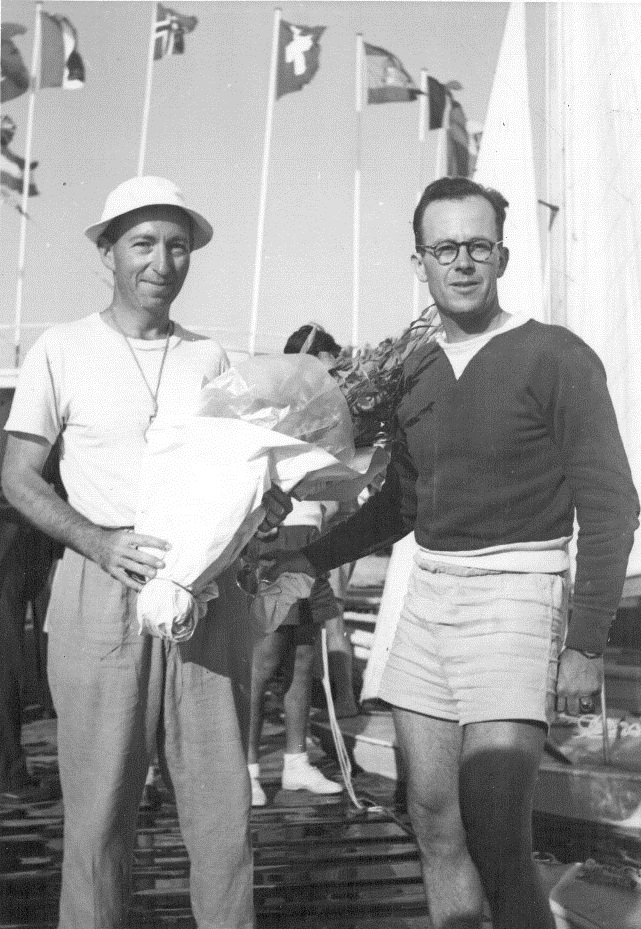
Ted Wells y su tripulante, Art Lippitt, campeones del mundo de la clase Snipe en 1947.

Theodore Arthur Wells (Corning, Iowa, 12 de marzo de 1907 – Wichita, Kansas, 25 de septiembre de 1991) fue un ingeniero aeronáutico estadounidense. Cofundador de Beechcraft y diseñador del Beechcraft Modelo 17 Staggerwing, Wells también fue campeón del mundo de vela, en la clase Snipe.

## Aviación
Fue el primer egresado de la Universidad de Princeton en ingeniería aeronáutica. Cuando todavía estaba en su tercer año de carrera fue contratado por Travel Air, una filial de Curtiss-Wright, para probar aviones a tiempo parcial durante el verano, y contratado indefinidamente nada más acabar sus estudios. 
En 1928 compró un Travel Air D4000 y compitió en el Portland Derby de 1929, alzándose con la victoria.
En 1931 diseñó el Beechcraft Modelo 17 Staggerwing, pero Travel Air no financió el proyecto por problemas económicos y su presidente, Walter Beech, junto con Olive Ann Beech, K.K. Shaul y Wells, dejaron la empresa y fundaron Beechcraft.

## Vela
En 1938 cambió las competiciones de aviación por las regatas a vela, comprándose un Snipe. Ganó el Campeonato de Estados Unidos en 1947, 1949 y 1952; el Campeonato del Hemisferio Occidental y Oriente en 1952; y el campeonato del mundo en 1947 y 1949.
Tras la muerte de Walter Beech en 1950, Olive Ann Beech asumió la presidencia de Beechcraft y creció la tensión profesional con Wells, ya que Olive Ann consideraba que Wells dedicaba demasiado tiempo a la vela. En 1953 envió un avión a recoger a Wells en Ardmore (Oklahoma), donde se celebraba el campeonato de Estados Unidos de Snipe ese año, y llevarlo a Wichita (Kansas), sede de la empresa, para una reunión urgente. En la reunión, Olive Ann Beech le dijo a Wells que aceptaba su dimisión para que tuviese más tiempo libre y poder dedicarse a las regatas. Wells firmó la dimisión y volvió a la regata en Oklahoma. 
Posteriormente, Wells hizo trabajos para Cessna y acabó comprando el Union National Bank. Continuó navegando en la clase Snipe, en la que fue comodoro de la SCIRA en 1954, hasta el campeonato master de Estados Unidos en el Club de Yates de Atlanta, en 1986, cinco años antes de fallecer.